# Arc de triumf

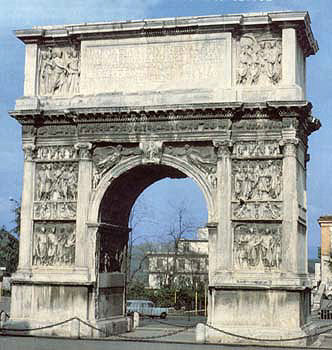
Arcul de triumf al lui Traian, din marmură, ridicat în anul 114 în Benevento, Italia

Un arc de triumf este un monument în formă de portic arcuit, cu una sau mai multe arcade, decorat bogat cu basoreliefuri și inscripții, amplasat pe o arteră de circulație sau într-o piață, ridicat pentru a sărbători o victorie militară (când pe sub el treceau cortegiile triumfale) sau în amintirea unui alt fapt însemnat. 
Primele arcuri de triumf au fost construite de romani în Antichitate, fiecare fiind dedicat unui general victorios, iar modelul acestora a fost reluat în arhitectura modernă.

## Porți celebre în formă de arc de triumf
- Puerta del Carmen din Zaragoza, Spania
- Poarta Brandenburg din Berlin, Germania
- Poarta sărutului, realizată de Constantin Brâncuși. Se află la Târgu Jiu.